# Abenteuer auf der Wildwasser-Ranch
Abenteuer auf der Wildwasser-Ranch vom Regisseur Stuart Margolin ist ein US-amerikanischer Film aus dem Jahr 1994.

## Handlung
Die Zwillinge Susie und Jessica Martin werden von ihrem Vater Stephen Martin in den Sommerferien auf die Ranch ihrer Großmutter Laura Forester gebracht. Zunächst verbringen die Zwillinge einige schöne Ferientage auf der Ranch.
Doch die Tage der Ranch sind gezählt. Der Großmutter fehlt das Geld zum Bezahlen der Hypotheken, die auf der Ranch lasten. Um an Geld zu kommen, haben die Martin-Zwillinge eine Idee. Touristen, die den echten Westen erleben wollen, wären eine ideale Einnahmequelle. Und so werden Squaredance, Westernreiten und Rafting organisiert.
Diese Unternehmungen werden von Bart Gafooley sabotiert. Er plant, auf dem Gelände einen Freizeitpark zu errichten. Nachdem die Bemühungen an Geld zu kommen, zunächst gescheitert sind, bietet er der Großmutter an, das Land zu kaufen. Er gibt an, die Ranch ganz im Sinne der Großmutter weiterzuführen.
Inzwischen sind die Kinder hinter Bart Gafooleys Plan gekommen, können jedoch zunächst den Kauf nicht verhindern. Sie geben allerdings nicht auf und organisieren neue Investoren, die den „echten“ Westen erleben wollen. Und es gelingt ihnen auch, Bart Gafooley den Kaufvertrag wieder abzujagen, bevor dieser einen Nachweis für den Verkauf hat.

## Kritiken
„Ein wundervoller Kinderfilm in freundlich-fröhlicher Grundstimmung, der die Idylle der Natur in schönen Bildern feiert und auch vor besinnlichen Momenten nicht zurückscheut.“ 

Lex. des Internat. Films